# Решетиловский район
Решетиловский район (укр. Решетилівський район) — упразднённая административная единица в центре Полтавской области Украины. Административный центр — город Решетиловка.

## География
Решетиловский район находится в центре Полтавской области Украины.
С ним соседствуют
Шишацкий,
Великобагачанский,
Глобинский,
Козельщинский,
Кобелякский,
Новосанжарский,
Полтавский,
Диканьский районы Полтавской области.
По решению Полтавского Областного совета от 11 апреля в 1985 г., приказ № 134 пгт Решетиловка вошёл в территориальный состав города Полтавы. В 1989 территориальные границы города были изменены и Решетиловский район вернулся в прежнее положение.
Площадь — 1000 км2.
Административный центр — пгт Решетиловка.
Через район протекают реки
Псёл,
Говтва,
Ольховая Говтва,
Саврай,
Полузерье.

## История
- Район образован 7 марта 1923 года.
- 17 июля 2020 года в результате административно-территориальной реформы район вошёл в состав Полтавского района[3].

## Демография
Население района составляет 25 660 человек (2019),
в том числе городское — 9 240 человек,
сельское — 16 420 человек.

## Административное устройство
Район включает в себя:
| - Поселковых советов: 1 - Сельских советов: 18 | - Посёлков городского типа: 1 - Посёлков: 1 - Сёл: 81 |

### Местные советы[6]
| - Решетиловский поселковый совет - Демидовский сельский совет - Покровский сельский совет - Калениковский сельский совет - Кукобовский сельский совет - Лиманский-Второй сельский совет - Лиманский-Первый сельский совет - Лобачевский сельский совет - Малобакайский сельский совет - Мякеньковский сельский совет | - Новомихайловский сельский совет - Пащенковский сельский совет - Песчанский сельский совет - Плосковский сельский совет - Поточанский сельский совет - Сухорабовский сельский совет - Федиевский сельский совет - Шевченковский сельский совет - Шиловский сельский совет |

### Населённые пункты[7]
| с. Андреевка с. Бабичи с. Бакай с. Белокони с. Березняки с. Браилки с. Братешки с. Бузиновщина с. Ганжи с. Глубокая Балка с. Голубы с. Гольмановка с. Гришки с. Демидовка с. Демьянцы с. Дмитренки с. Долина с. Дружба с. Каленики с. Капустяны с. Коленьки | с. Коломак с. Колотии с. Коржи (Коржовка) с. Крахмальцы с. Кривки с. Кузьменки с. Кукобовка с. Левенцовка с. Лиман Второй с. Лиман Первый с. Литвиновка с. Лобачи с. Лучки с. Лютовка с. Малый Бакай с. Мирное с. Михновка с. Молодиковщина с. Мушты с. Мякеньковка с. Нагорное | с. Николаевка с. Новая Диканька с. Новая Михайловка с. Онищенки с. Паненки с. Пасечники с. Паськовка с. Пащенки с. Песчаное с. Писаренки с. Плоское с. Подок пос. Покровское с. Потеряйки с. Потеряйки-Горовые с. Поточек с. Прокоповка с. Пустовары город Решетиловка с. Сени с. Славки | с. Слюсари с. Сухорабовка с. Твердохлебы с. Тривайлы с. Туры с. Тутаки с. Федиевка с. Хоружи с. Хрещатое с. Чередники с. Чернещина с. Шамраевка с. Шарлаи с. Шевченково с. Шиловка с. Шишацкое с. Шкурупиевка с. Шкурупии с. Шрамки с. Яценки |

#### Ликвидированные населённые пункты[8]
| с. Варвянское с. Глушачи | с. Житниковка с. Привольное | с. Рассоховатое |

## Транспорт
Через район проходят:
- Железная дорога (станции Братешки, Решетиловка и остановка пл. 294 км);
- Автомобильная дорога (Киев — Харьков).